# Memento Park

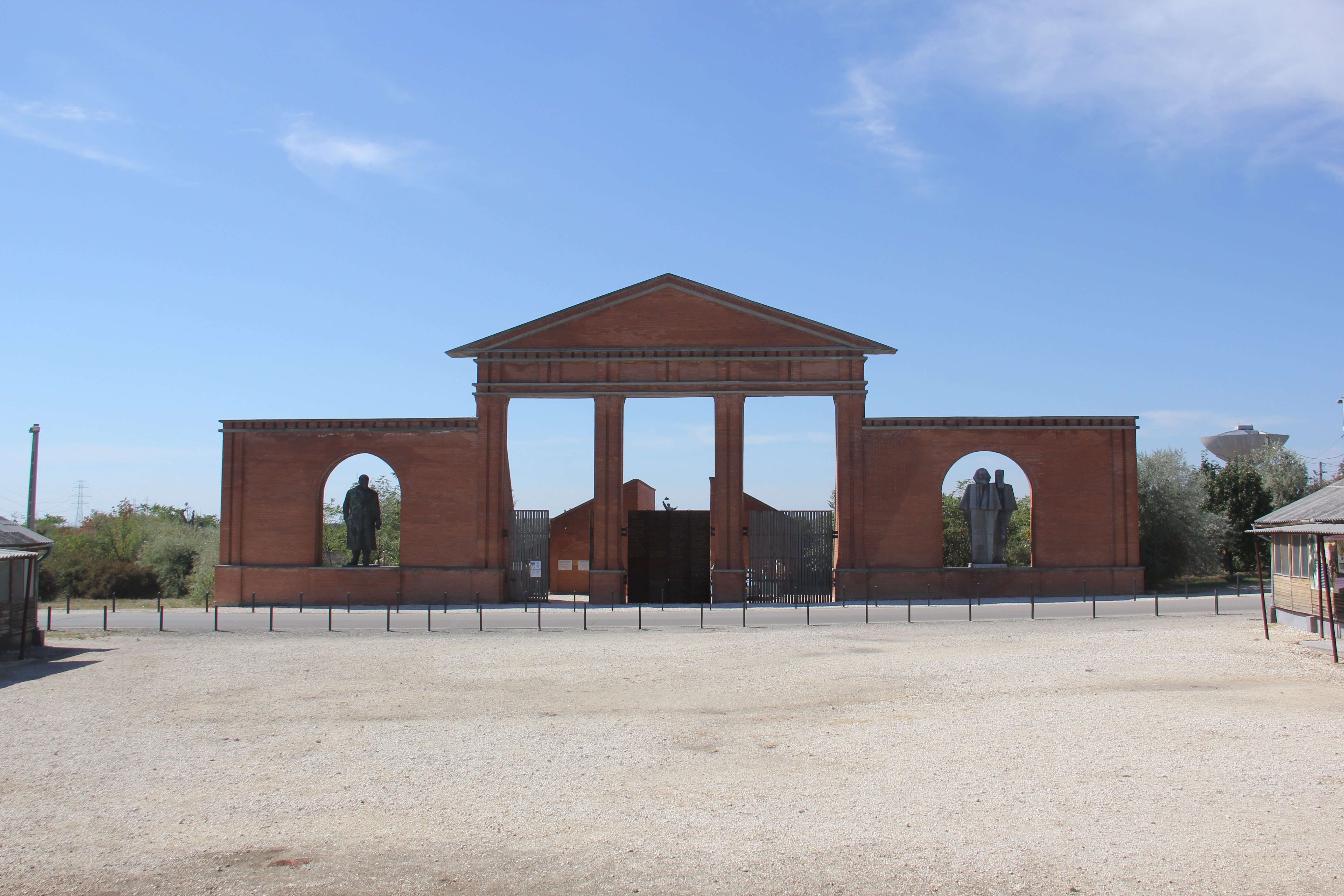
Hoofdingang van het Memento Park

Het Memento Park is een beeldenpark in Érd aan de rand van Boedapest in Hongarije. Er zijn verschillende standbeelden uit het communistische tijdperk. Onder andere Lenin, Karl Marx, Friedrich Engels en Béla Kun zijn hier te zien. Alle standbeelden stonden door de hele stad Boedapest verspreid en zijn na de val van het communistische regime hiernaartoe gehaald. Het park is een populaire toeristenattractie en wordt dagelijks door honderden toeristen bezocht.

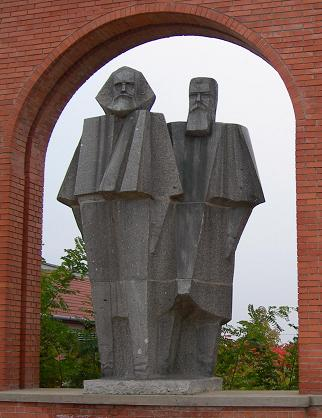
Standbeeld van Marx en Friedrich Engels
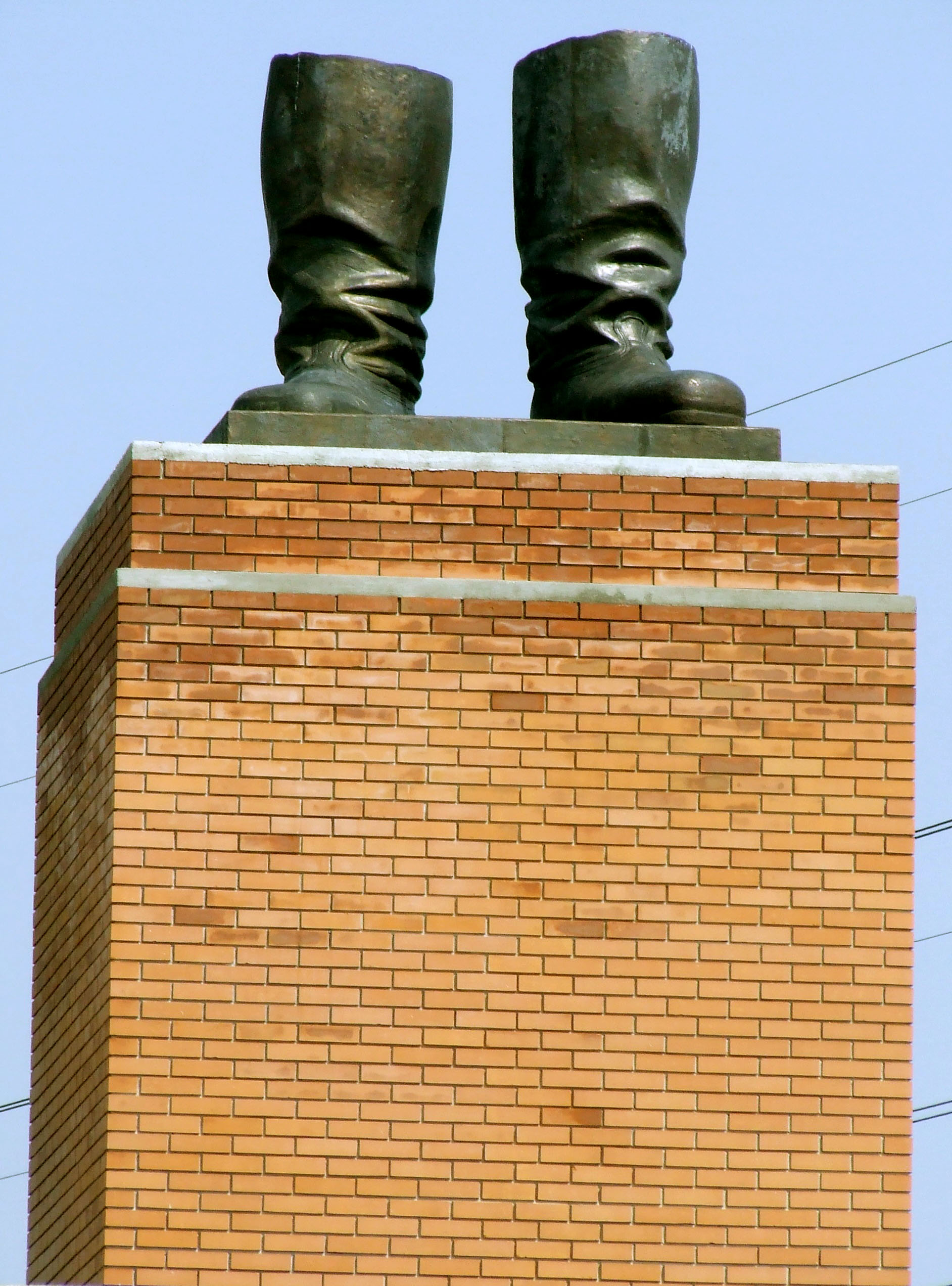
Het monument van Jozef Stalin werd neergehaald en wat overbleef zijn enkel de laarzen
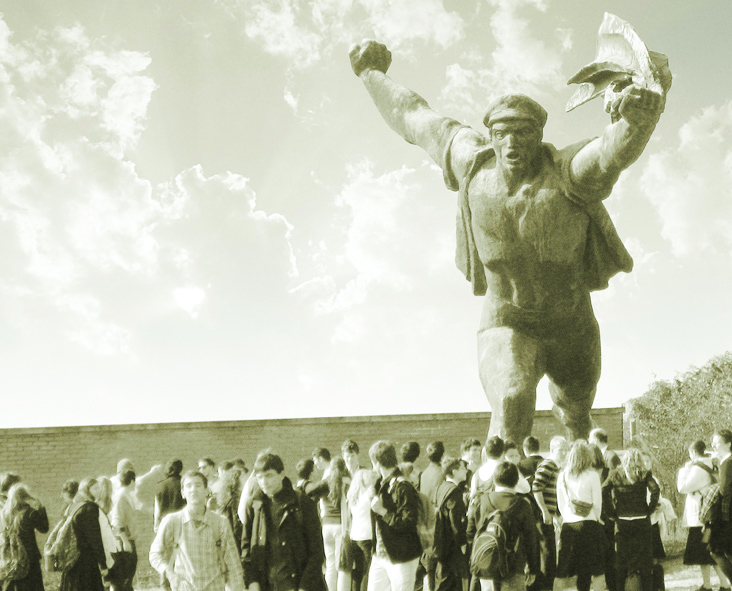
Toeristen in Memento Park